# Baronia de Balsareny
La baronia de Balsareny és una jurisdicció senyorial posseïda inicialment pel llinatge dels Balsareny, originat pel primer veguer de Balsareny Guifré de Balsareny, la seva muller Emma Ingilberga de Besora i els seus fills Guisla, muller del comte Berenguer Ramon I de Barcelona, i el bisbe de Vic Guillem de Balsareny, successor d'Oliba i, com ell, promotor dels pactes de pau i treva.
Més tard, la baronia va passar a altres mans (Bernat i Miró Riculf, Ponç Guerau de Cervera o de Mura, Pere Bernat de Manresa, Sibil·la de Pallars, Joan Berenguer de Rajadell) fins que el 1351 el comte d'Osona i de Barcelona va cedir el feu a Ramon de Peguera, la família del qual ja en tenia la castlania des de feia 70 anys.
Ramon de Peguera va refer el castell, deixant-lo més o menys en el seu estat actual, d'estil gòtic, i en va rebre del rei Pere III, en nom de l'infant Joan, menor d'edat, el domini directe. Durant la guerra civil del segle xv, els Peguera van prendre el partit de la Generalitat, contra el rei Joan II.
Al segle xvi, la baronia de Balsareny va passar a mans d'Elionor de Saplana, neboda de l'últim Peguera, mort sense descendència directa. Elionor es va casar amb Galceran Oliver. En temps del seu net, el baró Ferran Oliver, a finals del segle xvi, es van establir les primeres cases del nucli urbà, al carrer Vell i el carrer de la Creu. Fins aleshores, Balsareny era un conjunt de masos i població dispersa.
El fill de Miquel Oliver va fer hereva la seva muller, Elisabet de Corbera, i la baronia passà al llinatge d'aquesta.
A mitjan segle xvii, Francesca de Corbera va vendre la baronia a Antoni de Martín, ciutadà honrat de Barcelona. El 30 de gener de 1654, Felip IV oficialitza el títol de baronia a aquest.
El 1835, any de la desamortització, els Martín van poder conservar la propietat del castell i de les seves terres en acreditar que no eren béns feudals sinó que en tenien el domini directe des dels temps dels Peguera. Aquell mateix any, en un esclat de violència de l'oposició antisenyorial, el poble de Balsareny va calar foc al castell.
El llinatge dels Martín va tenir la baronia durant set generacions, fins a arribar al segle xix amb Concepció de Martín, casada amb Lluís Carles d'Alòs, marquès d'Alòs, els descendents dels quals posseeixen el títol de barons de Balsareny, el qual fou rehabilitat el 1916 per Alfons XIII.